# Реквієм мафії
Реквієм мафії (англ. Brown's Requiem) — американський трилер 1998 року.

## Сюжет
Колишній поліцейський Браун працює приватним детективом. Він стежить за юною Джейн Бейкер, що живе із старезним мафіозі Соллом Купферманом на його розкішній віллі в Беверлі-Гіллз. Взявшись за справу, Браун зразу ж стикається з Кеткартом, началником відділу внутрішніх розслідувань поліції Лос-Анджелеса. Якраз через нього Брауну і довелося піти з поліції. Але які спільні справи можуть бути у гангстерів і Кеткарта? І чому всі, хто зав'язаний в цій справі, гинуть один за одним? Заитання, які ставить Браун, не мають простих відповідей. І він може знову потрапити в чорний список Кеткарта. Тільки цього разу це означає позбутися не роботи, а голови.

## У ролях
- Майкл Рукер — Фріц Браун
- Біг Дедді Вейн — Леотіс МакКарвер
- Джек Воллес — Бад Мейерс
- Вілл Сассо — Жирний Пес
- Сельма Блер — Джейн
- Гарольд Гулд — Соллі К
- Брайон Джеймс — Кеткарт
- Кевін Корріген — Волтер
- Рон Баркер — бармен
- Вільям Ньюман — Огі
- Девід Лабіоса — Генрі Крус
- Аль Родріго — Сандовал
- Ліза Кох — Лулу
- Беррі Ньюман — Джек Сколнік
- Лі Вівер — Вайно
- Кевін Джексон — Марк Свіркал
- Бред Дуріф — Едвардс
- Тобін Белл — Стен
- Джек Конлі — Ролстон
- Роландо Моліна — Ерні
- Денні Мора — Армандо
- Дженніфер Кулідж — Еріка
- Джон Проскі — Ларкін
- Валері Перрайн — Маргарита Хансен
- Крістофер Мелоні — сержант Кавана, в титрах не вказаний